# Антурус Арчера
Антурус Арчера (лат. Clathrus archeri) — вид грибов рода Решёточник (лат. Clathrus) семейства Весёлковые. Известное народное название пальцы Дьявола.
Научные синонимы:
- Lysurus archeri
- Anthurus archeri
- Pseudocolus archeri
- Aserophallus archeri
- Schizmaturus archeri

## Описание
Молодое плодовое тело до 4—6 сантиметров в диаметре, грушевидное или яйцевидное, с длинными мицелиальными тяжами у основания. Перидий беловатый или сероватый, с розовым и коричневым оттенком, после разрыва остается у основания плодового тела. Из лопнувшей яйцевидной оболочки быстро развивается рецептакул в виде 3—8 красных, сперва сросшихся к вершине, затем быстро разделяющихся и расстилающихся, подобно щупальцам, лопастей. Впоследствии гриб принимает характерную звездообразную форму, напоминающую цветок диаметром около 10—15 см. Явной ножки у этого гриба нет. Внутренняя поверхность лопастей по структуре напоминает пористую, морщинистую губку[прояснить], покрытую тёмными нерегулярными пятнами оливковой, слизистой, спороносной глебы, издающей сильный неприятный запах, который привлекает насекомых.

## Распространение
Распространён в местах скопления разлагающегося органического материала. Чаще всего встречается среди опавших листьев. Встречается в лесной и луговой местности. Предпочитает влажную среду с доступом к кислороду, нейтральным pH и температурой воздуха от низкой до средней.
Вид эндемичен южной Африке, Новой Зеландии и Австралии. Распространяется и на другие континенты, чаще всего становясь инвазивным.
Clatheus archeri распространился по всему свету, прижился в Европе и Северной Америке. Был найден в Великобритании приблизительно в 1914 году и с тех пор распространился по большей части Европы. Скорее всего попал на континент вместе с шерстяными тканями, поставляемыми во время первой мировой войны. 
В связи с климатическими изменениями предполагается, что вид окажется под угрозой вымирания в Австралии, но распространится по северовостоку Европы.
Clathrus archeri был обнаружен в Польше в 90 местах, 65% из которых находятся в лесах.